# Eleftherios Synadinos

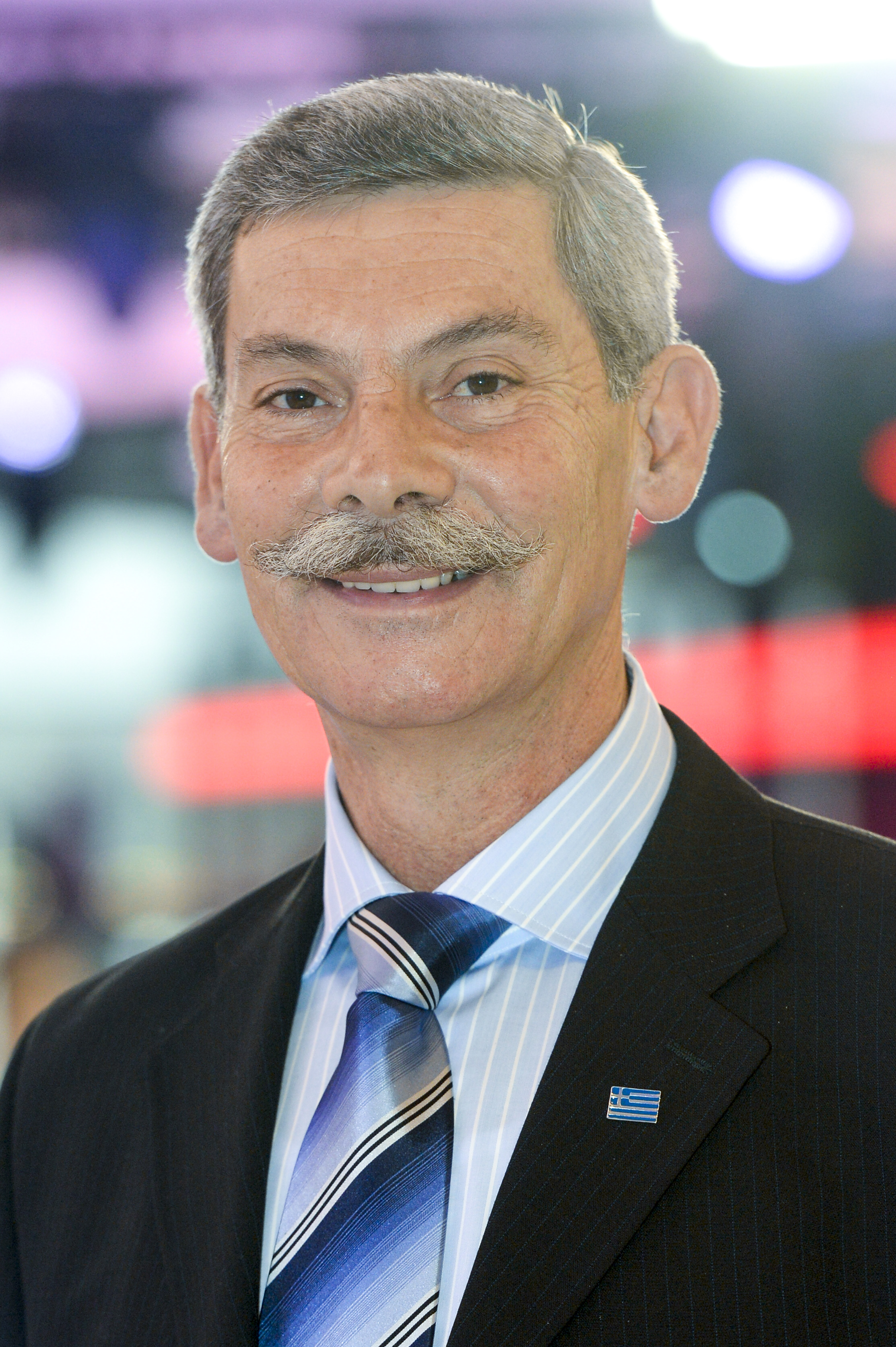
Eleftherios Synadinos, 2014

Eleftherios Synadinos (griechisch Ελευθέριος Συναδινός, * 6. Juli 1955 in Argos Orestiko) ist ein griechischer ehemaliger Generalleutnant und Politiker der Partei Goldene Morgenröte. Seit 2018 ist er Mitglied der von ihm mitgegründeten Partei Patriotic Radical Union. Er war von 2014 bis 2019 Mitglied des Europäischen Parlaments.

## Leben
Synadinos schlug die Offizierslaufbahn ein und stieg bis zum Generalleutnant und stellvertretenden Leiter des Generalstabs auf. Nach Beendigung seiner militärischen Laufbahn schlug er eine politische Karriere ein.
2014 wurde Synadinos für die Goldene Morgenröte als fraktionsloser Abgeordneter in das Europäische Parlament gewählt. Für die gesamte Wahlperiode war er Mitglied des Haushaltsausschusses und in der Delegation für den Parlamentarischen Stabilitäts- und Assoziationsausschuss EU-Montenegro. Von Anfang 2017 bis zum Ende seiner Amtszeit war Synadinos zudem Mitglied im Ausschuss für Entwicklung. Außerdem war er stellvertretendes Mitglied in den Ausschüssen für Kultur und Bildung und für bürgerliche Freiheiten, Justiz und Inneres sowie der Delegation im Gemischten Parlamentarischen Ausschuss EU-Nordmazedonien (bis 2019: EU-ehemalige jugoslawische Republik Mazedonien).
Am 9. März 2016 verunglimpfte er im Europäischen Parlament „die Türken“, unter anderem als „dumme und schmutzige Barbaren“. Er sagte:

„Wie osmanische Wissenschaftler geschrieben haben: Die Türken sind geistige Barbaren, gottesverachtend, Schwindler und schmutzig. Der Türke ist wie der Hund, der den Wilden spielt, aber wenn er gegen den Feind zu kämpfen hat, davonläuft. Der einzige effektive Weg, mit den Türken umzugehen, ist die Faust und Entschlossenheit.“

Wegen dieser Äußerungen wurde er vom Präsidenten des Parlaments, Martin Schulz, als Disziplinarmaßnahme nach Artikel 165 der Geschäftsordnung des Europäischen Parlaments unverzüglich von der Sitzung ausgeschlossen. Synadinos verließ erst das Parlament, nachdem Schulz Saaldiener beauftragte, ihn aus dem Parlament hinauszuführen. Schulz erklärte, bei der Disziplinarmaßnahme handle es sich um eine Grundsatzentscheidung, weil er im Parlament den systematischen Versuch erkenne, „den Rassismus hier salonfähig zu machen“.